# چول (پالائو)
چول (به لاتین: Choll) یک منطقهٔ مسکونی در پالائو است. چول ۱٫۵۵ کیلومتر مربع مساحت دارد ۹ متر بالاتر از سطح دریا واقع شده‌است.